# Zommange
Zommange é uma comuna francesa na região administrativa de Grande Leste, no departamento de Mosela. Estende-se por uma área de 6,34 km². Em 2010 a comuna tinha 47 habitantes (densidade: 7,4 hab./km²).